# 麥獨孤灣
60°42′S 44°33′W / 60.700°S 44.550°W
麥獨孤灣是南極洲的海灣，位於南奧克尼群島的勞里島北岸，處於費古斯利半島和瓦森半島之間，該海灣在1903年由蘇格蘭的探險隊繪入地圖。